# Odinoždy odin
Odinoždy odin (Одиножды один) è un film del 1974 diretto da Gennadij Ivanovič Poloka.

## Trama
Avendo vissuto buona parte della sua vita per il proprio piacere, il lucidatore Karetnikov, alla soglia del suo sessantesimo compleanno, non lasciò la sua prossima moglie per la prima volta. Era abbandonato, e poi, davanti alla gente. In questo momento difficile, Karetnikov si è ricordato della sua prima moglie. Poi circa il secondo e il terzo ...